# Denudación

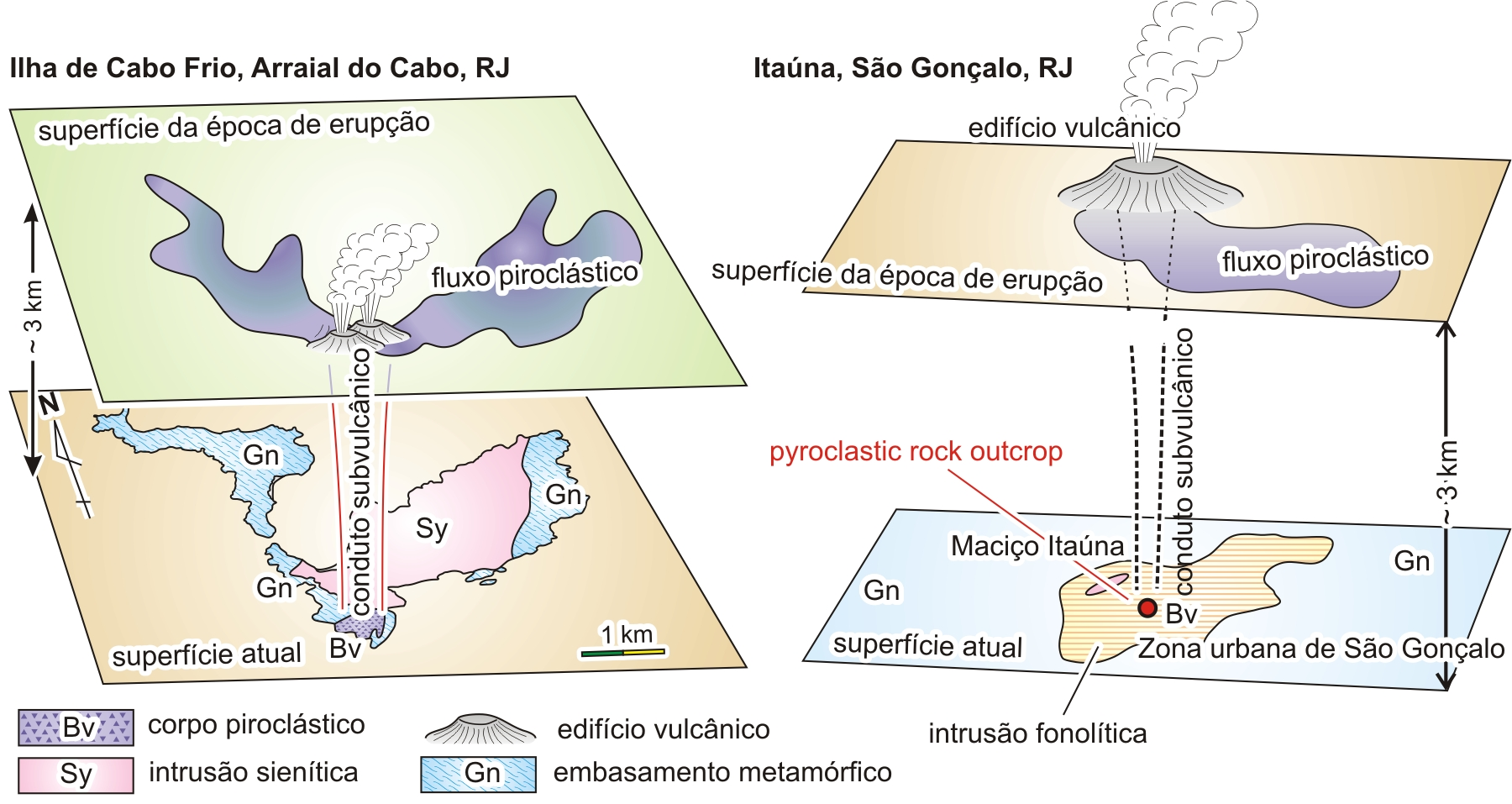
Ilustración esquemática de la denudación regional para cuerpos rocosos intrusivos alcalinos félsicos del Estado de Río de Janeiro: la isla de Cabo Frío y el macizo de Itaúna.

En geología, la denudación comprende los procesos que provocan el desgaste de la superficie terrestre por el movimiento del agua, el hielo, el viento y las olas, lo que lleva a una reducción de la elevación y del relieve de las formas terrestres y de los paisajes. Procesos endógenos como los volcanes, los terremotos y las placas tectónicas elevan y exponen la corteza continental a los procesos exógenos de meteorización, erosión y desgaste de masa.

## Procesos
La denudación incorpora procesos mecánicos, biológicos y químicos de erosión, meteorización y desgaste masivo. La denudación puede implicar la eliminación tanto de partículas sólidas como de material disuelto. Estos incluyen subprocesos de criofractura, meteorización por insolación, desintegración por humedad, meteorización por condiciones salinas, bioturbación e impactos antropogénicos.
Los factores que afectan la denudación incluyen: 
- Actividad antropogénica
- Biosfera
- Clima (más directamente en la meteorización química )
- Geología
- Topografía superficial
- Actividad tectónica

## Tasas de denudación
Las estimaciones modernas de la denudación generalmente se basan en mediciones de carga de arroyos tomadas en estaciones de medición . La carga suspendida, la carga del lecho y la carga disuelta se incluyen en las mediciones. El peso de la carga se convierte a unidades volumétricas y el volumen de carga se divide por el área de la cuenca hidrográfica sobre la estación de medición. El resultado es una estimación del desgaste de la superficie de la Tierra en pulgadas o centímetros cada 1000 años. En la mayoría de los casos, no se realizan ajustes por impacto humano, lo que provoca que las mediciones se inflen.
Las tasas de denudación suelen ser mucho más bajas que las tasas de levantamiento. Las únicas áreas en las que podría haber tasas iguales de denudación y levantamiento son los márgenes de las placas activas con un período prolongado de deformación continua.

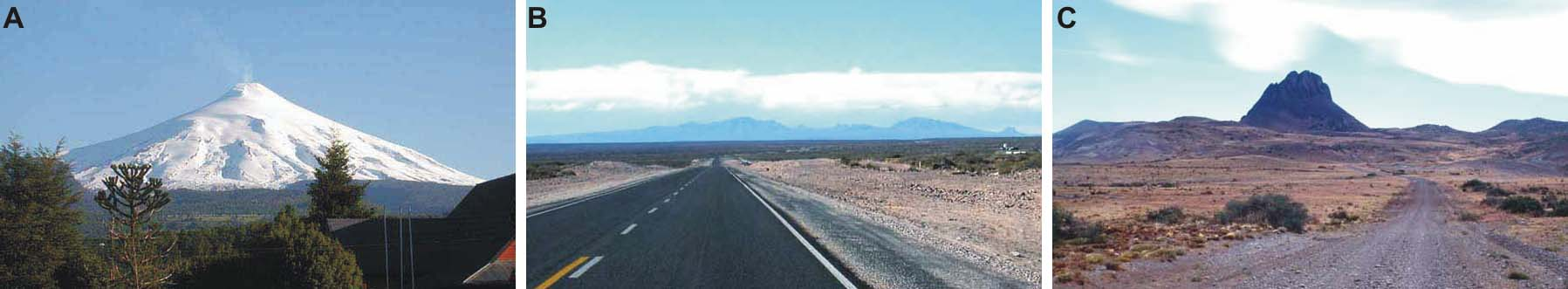
A) Volcán Villarrica, Chile, un volcán sin efectos de erosión y denudación
B) Volcán Chachahuén, provincia de Mendoza, Argentina, un volcán con fuerte efecto de erosión pero sin denudación
C) Lago Cardiel, Provincia de Santa Cruz, Argentina, área volcánica bajo fuerte efecto de denudación, exponiendo cuerpo rocoso subvolcánico.

La denudación expone estructuras subvolcánicas profundas en la superficie actual del área donde alguna vez hubo actividad volcánica. Las estructuras subvolcánicas, como los cuellos volcánicos y los diques, quedan expuestas por la denudación.